# Domo de calor

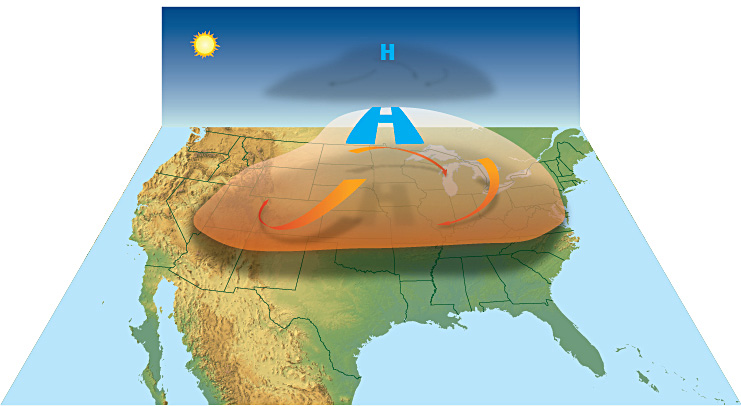
Um domo ou cúpula de calor sobre os Estados Unidos

Um domo ou cúpula de calor é causado quando a atmosfera retém o ar quente do oceano, como se fosse uma tampa. Eles podem estar ligados às mudanças climáticas.

## Criação de domos de calor

Criação de domos de calor

Em condições secas e constantes de verão, uma massa de ar quente se forma. A alta pressão da atmosfera terrestre empurra o ar quente para baixo. À medida que o ar quente tenta subir, a alta pressão atmosférica o força para baixo, o que o faz ficar ainda mais quente e mais denso. À medida que o ar é comprimido, ele fica ainda mais quente. A alta pressão atua como uma cúpula, fazendo com que tudo fique cada vez mais quente.

## Exemplos
- Onda de calor na América do Norte em 2012
- Onda de calor na América do Norte em 2018
- Onda de calor na Rússia em 2021
- Onda de calor na América do Norte em 2021